# Banksia meisneri
Banksia meisneri är en tvåhjärtbladig växtart. Banksia meisneri ingår i släktet Banksia och familjen Proteaceae.

## Underarter
Arten delas in i följande underarter:
- B. m. ascendens
- B. m. meisneri